# Liushi Shan
O Liushi Shan, ou Deusa do Kunlun, é uma montanha no planalto Tibetano. Tem 7167 m de altitude e 1946 m de proeminência topográfica. É a montanha mais alta da cordilheira Kunlun.
O Liushi Shan está localizado na parte ocidental da cordiheira Kunlun. Os flancos leste e oeste do Liushi Shan drenam para sul até ao lago Aksai Chin. A norte do Liushi Shan está a bacia hidrográfica de Yurungkax, um afluente do rio Tarim. Apesar da sua altitude impressionante de mais de 7000 m, o Liushi Shan é uma montanha relativamente impercetível, devido ao facto de os picos circundantes atingirem altitudes superiores a 6500 m, e os vales abaixo estarem a mais de 6000 m. 